# Балаклійський цементний завод
Балаклійський цементний завод — підприємство цементної промисловості у місті Балаклія.

## Короткі відомості

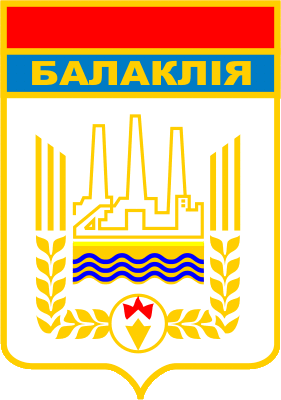
Прапор Балаклії з цементно-шиферним заводом

Будівництво розпочалося 1959 року, проведено на північно—західній околиці міста.
29 липня 1963 року в місті Балаклії Харківської області завершено будівництво першої черги цементного заводу. Цементний завод був побудований за проектом, розробленим інститутом «Південдіпроцемент» міста Харкова.
У часі з 1963 до 1969 року на заводі було введено в експлуатацію чотири технологічні лінії з випуску цементу річною потужністю 3 мільйони тонн.
1968 року завершилися роботи по запуску потужностей з виробництва шиферу, азбоцементних труб, дещо пізніше керамзиту.
1972 року було на заводі закінчено будівництво другої черги виробництва. Потужність підприємства при збільшенні потужностей склала 4 мільйони тонн цементу на рік. Того ж року усі виробництва об'єднані у Балаклійський цементно-шиферний комбінат ім. 50-річчя СРСР. Було введено у використання обертові печі 5*185 м, лінія з найпотужнішою на той час обертовою піччю 7×230 м, шість машин для листоформування, дві трубні машини, ще роторні комплекси та високопродуктивні (як на той час) сировинні млини.
Сировинною і паливною базою заводу є Шебелинське газоконденсатне родовище, теж Балаклійський район. Сировинною базою для цементного виробництва заводу служить Шебелинське родовище крейди і глини, розташоване за 9 кілометрів від підприємства.
На 1976 загальна потужність комбінату становила 3,6 мільйона тонн цементу, 200 мільйонів умовних плиток шиферу, близько 2000 умовних кілометрів азбестоцементних труб.
З часом роботи на заводі нагромадилося багато проблем — забруднення довкілля, необхідність заміни застарілого обладнання; складною є екологічна обстановка в місцях, що прилягають до підприємства.
1987 року постановою РМ УРСР внесений до переліку підприємств, що потребують реконструкції, розширення і будівництва в 1988-95 роках.
У вересні 1990 увійшов до складу Українського державного концерну по виробництву цементу і азбестоцементних виробів (Укрцемент).
1996 року відбулося роздрібнення на ВАТ «Балцем» і ТОВ «Балаклійський шиферний комбінат».
В 2009—2010 роках деякий час виробництво було припинене через фінансово-економічну кризу. Станом на 2010 рік на підприємстві працювало 370 людей, було заплановано того року випустити 65 мільйонів умовних плиток, також виробляє стяжки цементні та стяжки цементно-піщані.